# Peace and Love (álbum de The Pogues)
Peace and Love es el cuarto álbum de estudio de The Pogues publicado en julio de 1989. 

## Listado de temas
1. "Gridlock" (Jem Finer/Andrew Ranken) - 3:34
2. "White City" (MacGowan) - 2:33
3. "Young Ned Of The Hill" (Éamonn an Chnoic) (Terry Woods/Ron Kavana) - 2:46
4. "Misty Morning, Albert Bridge" (J. Finer) - 3:02
5. "Cotton Fields" (MacGowan) - 2:52
6. "Blue Heaven" (Phil Chevron/Darryl Hunt) - 3:37
7. "Down All The Days" (MacGowan) - 3:46
8. "USA" (MacGowan') - 4:54
9. "Lorelei" (P. Chevron) - 3:35
10. "Gartloney Rats" (T. Woods) - 2:33
11. "Boat Train" (MacGowan) - 2:41
12. "Tombstone" (J. Finer) - 3:00
13. "Night Train to Lorca" (J. Finer) - 3:30
14. "London You're A Lady" (MacGowan') - 2:57

La reedición de 2004 incluía los siguientes bonus tracks:
15. "Star of the County Down" (Tradicional)

16. "The Limerick Rake" (Tradicional)

17. "Train of Love" (Finer)

18. "Everyman is a King" (Woods/Kavana)

19. "Yeah, yeah, yeah, yeah, yeah" (MacGowan)

20. "Honky tonk women" (Jagger/Richards)

## Componentes
- Shane MacGowan - voz
- Jem Finer - banjo
- Spider Stacy - tin whistle
- James Fearnley - acordeón
- Andrew Ranken - batería
- Terry Woods - cítara, mandolina
- Philip Chevron - guitarra
- Darryl Hunt - bajo

## Curiosidades
- El álbum fue dedicado a las noventa y seis personas que perdieron la vida en 1989 en la tragedia de Hillsborough
- El boxeador en la portada tiene seis dedos en su mano derecha.
- La canción Down All The Days fue versionada por la banda de noise rock Steel Pole Bath Tub en su álbum The Miracle of Sound in Motion.

- Datos: Q1633455